# Helmut Berthold
Helmut Berthold (Leipzig, 19 de abril de 1911 - 2000) foi um handebolista de campo alemão, campeão olímpico.
Fez parte do elenco campeão olímpico de handebol de campo nas Olimpíadas de Berlim de 1936.